# Ktitor
Ktitor (grčki: κτήτωρ ili ktitor, ćirilica: ктитор; gru. ქტიტორი, kt’it’ori; rum. ctitor), što znači "utemeljitelj, vlasnik" je naziv koji se u srednjem vijeku davao onima koji su davali sredstva za izgradnju ili rekonstrukciju pravoslavne crkve ili samostana, za dodavanje ikona, fresaka i drugih umjetničkih djela. Koristio se u bizantskoj sferi. Katolički ekvivalent pojma je donator. U vrijeme osnivanja, ktetor je često izdavao tipike, a bio je ilustriran na freskama ("ktetorski portret"). Ženski oblik je ktitorka ili ktitorica (grčki: κτητόρισσα, ktetorissa).
Ktitor (obično feudalac) je iz svojih sredstava zidao crkvu i poklanjao joj sve predmete potrebne za bogosluženje, uzdržavao je manastir i branio ga u slučaju potrebe, postavljao starješinu manastira, upravljao njegovim prihodina i propisivao unutrašnji red. Portreti ktitora i njegove porodice naslikani su u crkvi, a njihova imena unošena su u diptihe. Oni su imali počasno mjesto za vrijeme liturgije i pravo na grob u crkvi. Prava ktitora prenosila su se na njihove nasljednike. U novom vijeku (XVI-XVII st.), kad se više nisu gradili novi manastiri, naziva se ktitorom i onaj tko manastir uzdržava, popravi ili dariva. Tako se neki ruski, vlaški i moldavski knezovi zovu "novi ili vtori ktitori".

## Vanjske poveznice
|  | Zajednički poslužitelj ima još gradiva o temi Ktitor |